# Miroslav Gavalec
Miroslav Gavalec (* 1961, Zlín) je slovenský soudce, od roku 2021 soudce Soudního dvora Evropské unie; odborně se zaměřuje zejména na právo životního prostředí.

## Život
Studoval na Českém vysokém učení technickém v Praze, kde získal diplom strojního inženýra v oborech tepelné stroje a jaderná zařízení. Potom v letech 1986–1991 působil v různých funkcích ve slovenské jaderné elektrárně.
Zajímal se také o sociální vědy a v letech 1990–1995 vystudoval právo na Univerzitě Komenského v Bratislavě; v roce 1995 získal v tomto oboru magisterský diplom (následně po doktorandském studiu v roce 2010 i titul PhD.).
V jeho soudcovské kariéře byl významný rok 2001, kdy byl jmenován soudcem pro obchodněprávní a rodinné věci a soudcem pro správní spory na Okresním soudu v Bratislavě III. Zde působil do roku 2005, kdy se stal soudcem Nejvyššího soudu Slovenské republiky, nejprve ve funkci soudce správního kolegia, od roku 2009 ve funkci předsedy prvního senátu správního kolegia.
Zároveň se kromě své činnosti ve slovenské justici Miroslav Gavalec věnoval i pedagogické činnosti na Panevropské vysoké škole v Bratislavě, kde vyučoval v letech 2005–2011 na Ústavu ekonomiky a managementu a potom v letech 2006–2014 i na Ústavu správního práva a Ústavu soukromého práva.
V justici se Miroslav Gavalec uplatňuje i na úrovni orgánů Evropské unie: v letech 2005–2020 byl členem Fóra soudců Evropské unie pro životní prostředí, v letech 2006–2015 byl členem Asociace evropských soudců správních soudů.
Dne 7. října 2021 byl jmenován na období od 7. října 2021 do 6. října 2027 soudcem Soudního dvora Evropské unie.